# آرکوا پترارکا
آرکوا پترارکا (به ایتالیایی: Arquà Petrarca) یک کومونه در ایتالیا است که در استان پادووا واقع شده‌است.

## خصوصیات
آرکوا پترارکا ۱۲٫۵۲ کیلومترمربع مساحت و ۱٬۸۷۶ نفر جمعیت دارد.